# Interliner
De Interliner was een netwerk van snelbuslijnen in Nederland, dat op 6 november 1994 werd geïntroduceerd door de VSN-Groep. Het doel van de Interlinerformule was om het interlokale busvervoer in Nederland te verbeteren. Het volgende plan zou zijn om de stads- en streekbuslijnen om te dopen in Regioliners, Cityliners en Miniliners. Dit laatste kwam nooit van de grond en van de Interliner-formule was 10 jaar later weinig meer over.

## Kenmerken

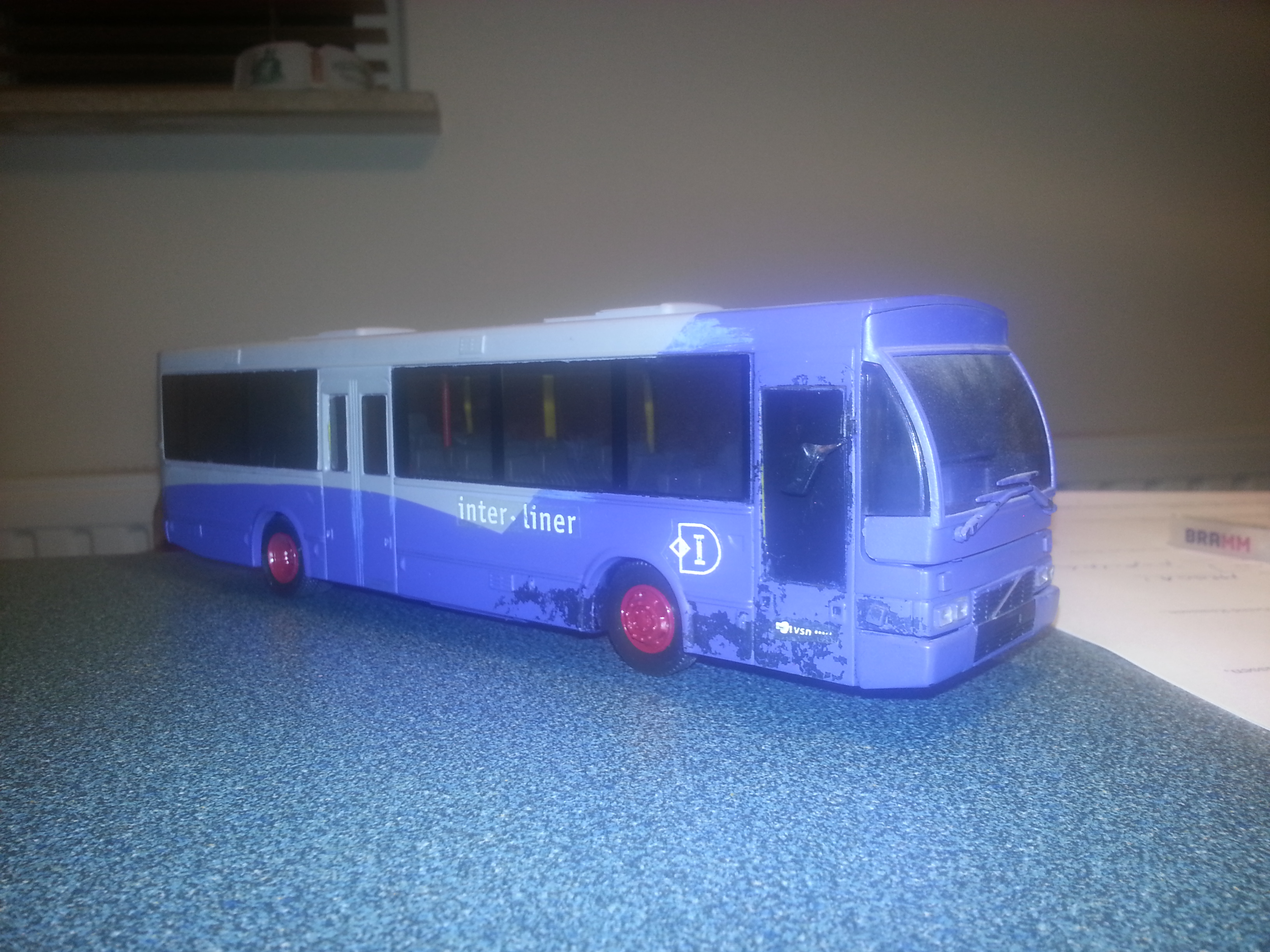
Schaalmodel van het eerste ontwerp van de kleurstelling van de Interliner uit de jaren negentig. Uiteindelijk is van deze kleuren afgezien en is de Interliner in het groen uitgevoerd.

De lijnen werden geëxploiteerd met luxueus uitgevoerde bussen, meestal met een lengte van 15 meter, die op de vervoersmarkt een plek had tussen de trein en de reguliere streekbus. Er was geen standaardtype Interliner-bus. Sommige vervoerders bouwden bestaande bussen om naar een luxueuzer interieur. 
Er werd bij een beperkt aantal haltes onvoorwaardelijk gestopt (er waren dan ook geen stopknoppen in de bus) en er waren overdekte haltes met een fietsenstalling en een telefooncel. De haltes en stations hadden een digitale klok die exact gelijk liep met de combofoontijd en de bussen mochten niet te vroeg van de halte vertrekken. De Interliner mocht op bepaalde snelweggedeeltes bij file over de vluchtstrook rijden. Een verhoging van de toegestane maximumsnelheid voor bussen van 80 naar 100 km/h stond ook op de verlanglijst, maar dit is in Nederland pas sinds 1 mei 2005 toegestaan. Het fenomeen "sneldienst" was niet nieuw, want al in de jaren zestig ontstonden er voor de middellange afstand al dergelijke diensten.
De interliner kan worden beschouwd als een vorm van Hoogwaardig openbaar vervoer (HOV).
BBA (onderdeel van VSN) en NS exploiteerden al sinds 29 september 1986 een soortgelijke busdienst onder de naam sneltreinbus lijn 90 tussen Utrecht en Oosterhout over de A27. Deze lijndienst werd opgenomen in het Interliner-netwerk onder lijnnummer 400. Bij de start bestond het netwerk uit 15 buslijnen verspreid over het hele land en tussen 1996 en 2000 was het op zijn grootst met circa 30 buslijnen. De Interliner-verbindingen kregen lijnnummers in de 300 en 400 serie, waarbij de Interliners in Noord-Nederland de laagste nummers hadden en de Interliners in Zuid-Nederland de hoogste nummers. De Interliner-formule sloeg aan en op het hoogtepunt reisden er ruim drie miljoen mensen per jaar mee.

### NS-tarief
Er werd, net zoals bij de sneltreinbus, een andere kaartsoort gebruikt, die beter hanteerbaar was voor de lange afstanden. Er werd niet, zoals destijds gebruikelijk in het stads- en streekvervoer, per zone gerekend, maar per afstand. Omdat dit principe ook bij de NS werd toegepast, kon er ook gecombineerd worden met een aansluitende treinrit. Plaatsbewijzen voor de Interliner konden zelfs bij een NS-kaartautomaat of -loket worden gekocht. Een enkele reis of retour kon ook bij de chauffeur worden gekocht, die het kaartje uitdraaide op een Wayfarer-automaat. Bijkomend voordeel was dat NS-abonnementen zoals de Voordeelurenkaart geldig waren op de Interliner. Een nadeel was dat de NS-tarieven hoger waren dan die van het standaard streekvervoer, maar daar kreeg de reiziger wel comfortabele bussen met ruime zitplaatsen voor terug. Reizigers die in de trein korting kregen, betaalden daarentegen (veel) minder dan het voorheen geldende Stad-Streektarief. Voor houders van een stads- en streekdagkaart of een zomerzwerfkaart waren bij de chauffeur toeslagkaartjes te koop.
Het Ministerie van Verkeer en Waterstaat stelde een aantal voorwaarden waaraan een Interliner-verbinding moest voldoen om het Interliner-tarief te mogen vragen:
- het moest een bovenliggend net zijn. Er moest een reguliere streekbus blijven rijden (het onderliggende net) als goedkoper, zij het langzamer, alternatief. In bepaalde gevallen, zoals bij de Interliner over de Afsluitdijk, werd de reguliere streekbus opgeheven en was er geen alternatief meer voorhanden.
- binnen de bebouwde kom moest de rijsnelheid gemiddeld ten minste 30 km/h zijn en buiten de bebouwde kom ten minste 60 km/h;
- de snelbussen moesten voor 50 procent van de reizigers een reistijdreductie van 20 procent of meer betekenen.

Een Interliner-vervoerbewijs kon gebruikt worden op bussen van het onderliggende net, mits de route (deels) parallel liep aan de Interliner-verbinding, omgekeerd was niet mogelijk.

### Ondergang Interliner-netwerk

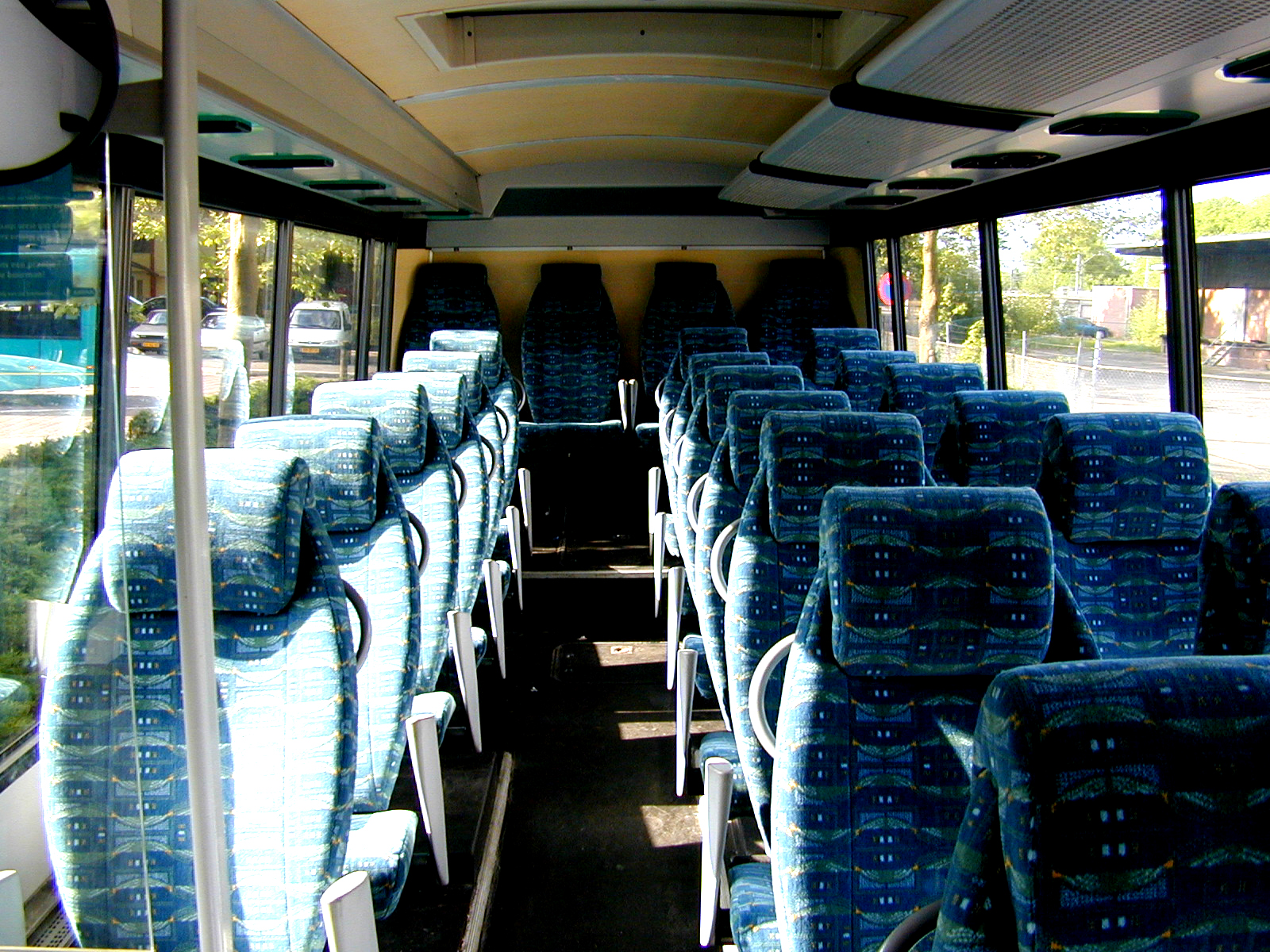
Zicht op het interieur van een voormalige Interlinerbus in gebruik als Qliner bij Arriva. De bekleding van de stoelen is aangepast.

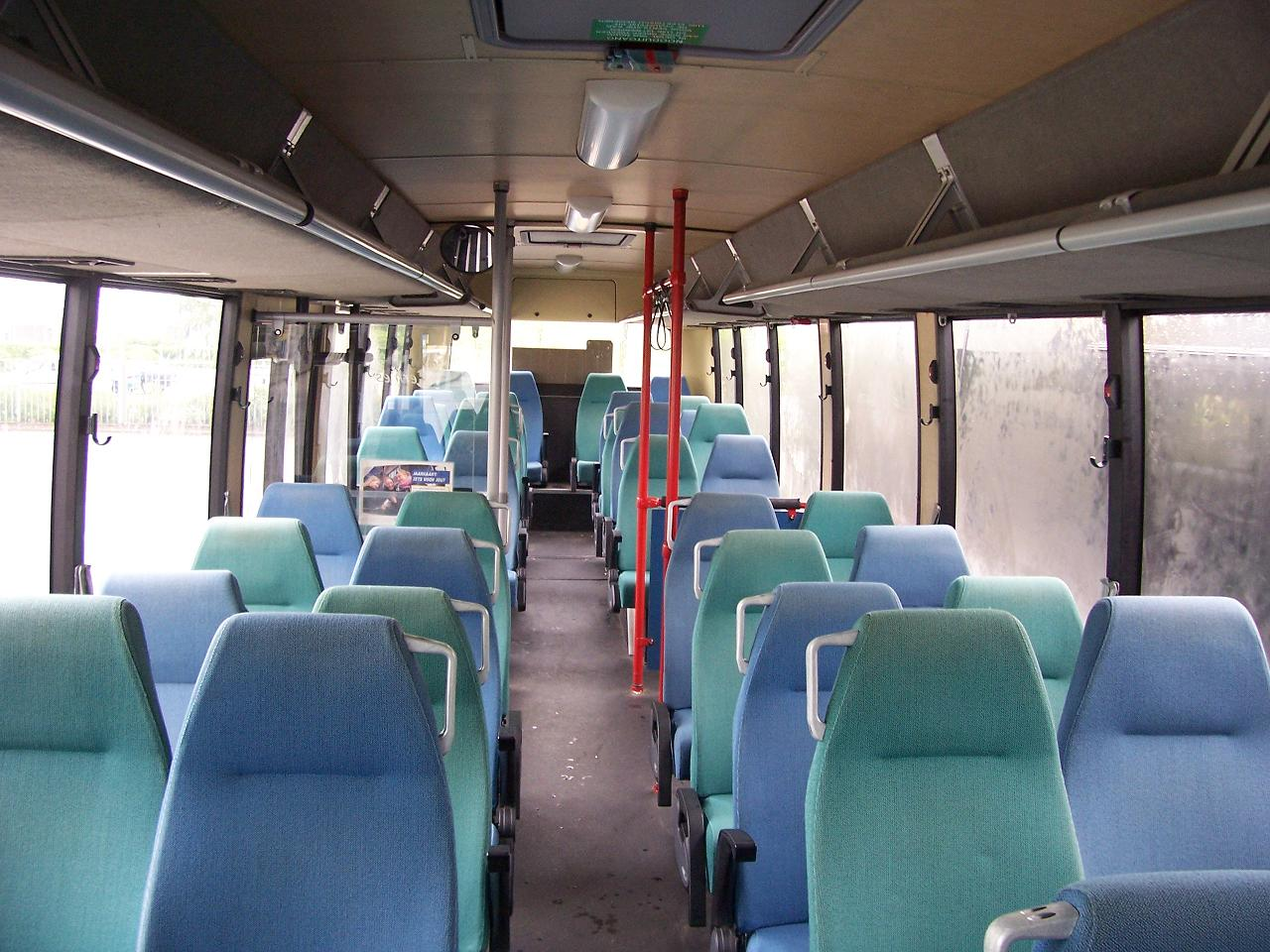
Vervoerder Hermes reed met Interliner-bussen met 2+2 stoelen.

In zijn oorspronkelijke vorm heeft de "Groene Streep" (zoals de Interliner in publicaties regelmatig werd aangeduid, als verwijzing naar de blauw/groenachtige kleur van het materieel) niet zo lang bestaan. Vlak na 2000 werden vrijwel alle Interliner-verbindingen voortgezet onder andere namen of als reguliere sneldienst of spitsdienst. Dit kwam door de introductie van marktwerking in het openbaar vervoer en de privatisering van de bestaande streekvervoerbedrijven. Lokale en provinciale overheden kregen zeggenschap over het regionale openbaar vervoer. De VSN-groep verkocht zijn noordelijke busbedrijven GADO Reisnet en VEONN aan het Britse Arriva en het Brabantse BBA aan het Franse Connex. De overgebleven streekvervoerbedrijven Midnet, NZH, Oostnet en de ZWN-Groep fuseerden in 1999 tot Connexxion. Arriva kwam in 2000 met de formule Aggloliner als alternatief op de Interliner. In 2003 werden deze formule en verschillende Interliner-lijnen in Zuid-Holland vervangen door de Qliner. Beide formules overschreden hun eigen vervoersgrenzen vrijwel nooit. BBA werkte in 2001 aan de Blueliner als opvolger voor de Interliner maar deze werd nooit ingevoerd. Pas op 1 januari 2007 verdwenen de BBA Interliners en werden deze omgedoopt in Brabantliner. De naam Interliner bleef bestaan bij Connexxion, maar de bussen kregen in 2002 een grijze huisstijl. Sinds 9 december 2012 was buslijn 395 tussen Zierikzee en Rotterdam Zuidplein van Connexxion de enige lijn die als grijze Interliner werd geëxploiteerd. Sinds 2015 verdween de Interliner-huisstijl van de bussen, twee jaar later verdween de naam Interliner voorgoed van de vertrekstaten.

### Introductie van HOV-tarief
Met de opheffing of omzetting van de Interliner-verbindingen kwam rond 2003 ook een einde aan de samenwerking met NS, waardoor NS-abonnementen niet meer gebruikt konden worden. Eerder kon de Dagkaart van NS al niet meer in de Interliner gebruikt worden. Er ontstond een nieuw tariefsysteem dat bekendstond als het HOV-tarief. Dit systeem was een voortzetting van het oude Interliner-tarief, hoewel er ook strippenkaarten gebruikt mochten worden. Hierbij gold dan een maximum aan zones dat kleiner was dan het gebruik van strippen in een streekbus. Werd het maximum overschreden, dan diende een tariefgebonden kaartje te worden gekocht. Dit tariefplafond verviel per 2007.
De streekvervoerbedrijven wilden NS-klanten met een voordeelurenkaart wel 37 procent korting geven op de Interliner, maar alleen als de NS het kortingsverschil van nieuwe NS-klanten per verkocht kaartje zou terugbetalen. Bovendien wilden de vervoerders meedelen in de opbrengsten van de verkochte voordeelurenkaarten. NS ging hier niet mee akkoord. NS stelde haar klanten niet van deze beëindiging op de hoogte, waardoor in het begin vaak op Interliners en andere HOV-bussen discussies ontstonden tussen chauffeurs en NS-klanten die met de Interliner mee wilden reizen op hun abonnement.
Voor korting op een enkele reis of retour was een kortingskaart nodig die 37,5% korting gaf; houders van een NS OV-dagkaart konden op de Interliner een retour of enkeltje kopen met 37,5% korting. 65-plussers konden een kortingskaart kopen in de bus op vertoon van een paspoort, identiteitskaart, rijbewijs of pas 65. Er kon alleen een kortingskaartje worden gekocht voor de eerste en na de laatste spitsrit. De spitsritten waren gemarkeerd in de dienstregeling. De NS-regeling, waarbij pas na 9.00 uur met korting kan worden gereisd, was niet op de Interliner van toepassing. Wanneer een retour met korting in een dalrit was gekocht mocht er wel teruggereisd worden met een spitsrit. Houders van een OV-chipkaart met het studentenreisproduct hoefden geen kortingskaartje te kopen wanneer er op saldo werd gereisd; de korting werd automatisch verrekend. Door de komst van de OV-chipkaart verviel op een aantal lijnen het HOV-tarief niet.

## Overzicht Interliners en opvolgers

### Lijn 300 t/m 399
Lijn 300 Emmen – Borger - Gieten - GroningenDeze verbinding werd gestart op 6 november 1994 en werd gereden door DVM/NWH en de GADO. Op 1 januari 2003 ging deze lijn verder als Qliner 300.
Lijn 301 Veendam - Hoogezand - GroningenDeze verbinding werd gestart op 5 november 1995 door de GADO en ging op 1 januari 2003 verder als Qliner 301. Op 8 mei 2011 werd deze lijn opgeheven nadat het spoor tussen station Zuidbroek en station Veendam opnieuw werd opengesteld.
Lijn 310 Kop Afsluitdijk – Sneek – HeerenveenDe FRAM startte deze verbinding op 8 januari 1995. Op 24 mei 1998 werd de lijn verlengd naar Drachten en op 28 mei 2000 ingekort tot Bolsward - Drachten. Op 1 januari 2003 verder als Qliner 310. Later is de lijn opgeheven.
Lijn 314 Drachten - GroningenWerd op 24 mei 1998 gestart en ging op 1 januari 2003 verder als Qliner 314.
Lijn 315 Heerenveen - GroningenDe FRAM startte deze verbinding op 28 mei 1995. Op 3 november 1996 werd de lijn verlengd naar Lelystad en vanaf nu werd deze gezamenlijk gereden met Midnet. Vanaf 1 januari 2003 gingen de voormalige FRAM-ritten rijden als Arriva-Qliner 315. De voormalige Midnet-ritten bleef Connexxion rijden als Interliner. In verband met de aanbesteding van deze lijn werd de lijn vanaf 3 juli 2005 volledig door Connexxion gereden als Qliner 315. Inmiddels rijdt Arriva deze lijn weer.
Lijn 320 Leeuwarden - DrachtenOntstond op 1 september 2002 en was een afsplitsing van lijn 350. Op 1 januari 2003 ging deze lijn verder als Qliner 320.
Lijn 321 Enschede - Groenlo - WinterswijkGVM introduceerde deze lijn op 28 mei 1995 en deze werd op 1 juni 1997 opgevolgd door lijn 21s. In 1999 werd de lijn door Syntus vernummerd naar 73.
Lijn 327 Enschede - Groenlo - Lichtenvoorde - Doetinchem - ArnhemOok deze GVM-lijn startte op 28 mei 1995. Op 1 juni 1997 werd de lijn ingekort tot Enschede - Doetinchem. Tussen Arnhem en Enschede was nauwelijks een doorgaande vervoersvraag en was sprake van vervoersbreuk. Tussen Arnhem en Doetinchem was ook treinvervoer aanwezig. Op 23 augustus 1998 werd dit lijn 27s en in 1999 werd de lijn door Syntus vernummerd naar lijn 74.
Lijn 329 Gendringen - Doetinchem - ArnhemDeze GVM-lijn reed van 28 mei 1995 t/m 31 mei 1997; daarna lijn 29. In 1999 is de lijn na de komst van Syntus opgesplitst in lijnen 51 en 74.

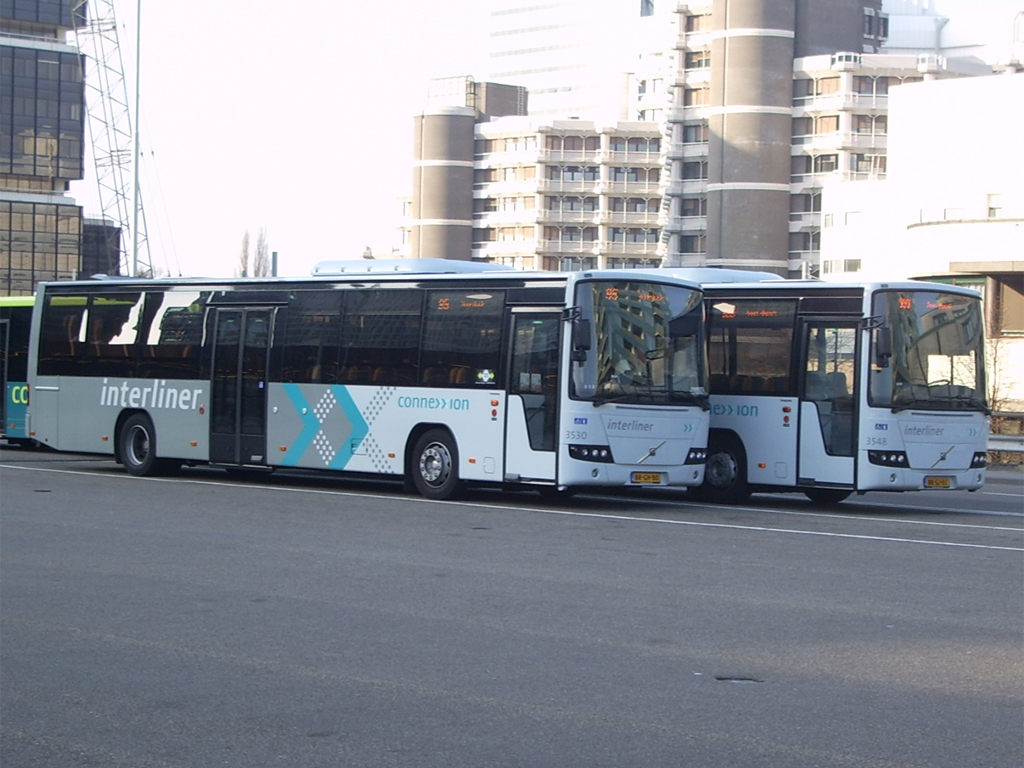
Connexxion-Interliners op Den Haag Centraal

Onderstaande lijnen werden gereden door Midnet.
Lijn 330 Lelystad - Dronten - Kampen Zuid - ZwolleReed van 6 november 1994 t/m 3 september 2005 en werd opgevolgd door Hanzeliner 330. Op 9 december 2012 is de lijn opgeheven in verband met de opening van de Hanzelijn.
Lijn 331 Apeldoorn - ArnhemReed van 5 november 1995 t/m 15 december 2002 en ging verder als lijn 231.
Lijn 336 Arnhem - Wageningen - EdeReed van 5 november 1995 t/m 14 december 2003 en ging verder als spitslijn 251.
Lijn 345 Wijk bij Duurstede - UtrechtReed van 6 november 1994 t/m 31 mei 1997 en ging verder als spitslijn 241.
Lijn 348 Huizen - Amsterdam AmstelReed van 4 november 1996 t/m 2 september 2000 en ging verder als lijn 248S. Per 10 juni 2001 vernummerd naar lijn 130S. Inmiddels opgevolgd door R-net-lijn 320.
De lijnen over de Afsluitdijk werden gezamenlijk gereden door de NZH (later Connexxion) en de FRAM (later VEONN, nog later NoordNed en nog later Arriva).
Lijn 350 Alkmaar-Afsluitdijk-Harlingen-Leeuwarden-DrachtenStartte op 6 november 1994 als vervanger van lijn 97. Vanaf 28 mei 2000 ging de lijn niet meer via Harlingen, maar via Bolsward. Op 1 september 2002 ging het gedeelte Leeuwarden - Drachten verder als Arriva lijn 320. Per 2 maart 2003 werden de NoordNed diensten Qliner en de Connexxion diensten snelbus 350, die inmiddels ook een Qliner is geworden.
Lijn 351 Alkmaar-Afsluitdijk-Harlingen Haven-(Leeuwarden)Startte op 6 november 1994. Tot en met 2 november 1996 ging een aantal ritten door naar Leeuwarden. Vanaf 28 mei 2000 gebeurde dit wederom. Op 15 december 2002 werd de lijn opgevolgd door snelbus 132 op het gedeelte Alkmaar - Harlingen Veerbootterminal.
Onderstaande lijnen werden gereden door de NZH, later Connexxion.
Lijn 355 Hoorn - Den Oever - Den HelderReed van 6 november 1994 t/m 15 december 2002 en werd vervangen door lijn 133S. Per 14 november 2004 vernummerd naar 135S.
Lijn 362 Haarlem - SchipholReed van 28 mei 1995 t/m 13 januari 2002 en werd daarna vervangen door lijn 300 (Haarlem Station - Amsterdam Bijlmer ArenA). Deze lijn hoorde eerst bij de Zuidtangent netwerk, sinds eind 2011 hoorde deze lijn bij het R-net netwerk.
Lijn 370 Alphen aan den Rijn - Schiphol CentrumStartte op 6 november 1994. Vanaf 5 november 1995 had de lijn Amsterdam Marnixstraat als eindpunt. Op 1 januari 2005 werd de lijn vervangen door de grijze Interliner lijn 370. Eind 2009 is de lijn weer ingekort tot Schiphol-Centrum. Sinds 9 december 2012 werd de lijn een Qliner en sinds 10 december 2017 is de lijn vernummerd naar R-net lijn 470.
Onderstaande lijnen werden oorspronkelijk gereden door de ZWN. Connexxion verving in 2002 de groene Interliner door de grijze Interliner (later: Connexxion-Interliner). Nieuw was dat buiten de spits in deze "grijze Interliner" wel met de strippenkaart en sterabonnementen kon worden betaald, maar voor reductie-abonnementen werd wel een toeslag gevraagd. In de spits gold het HOV-tarief.
Lijn 380 Alphen aan den Rijn - Zoetermeer - Den Haag CSReed van 5 november 1995 t/m 5 mei 2002 en werd vervangen door de grijze Interliner 380. Sinds 9 december 2012 ging Arriva deze lijn rijden onder de naam Qliner en sinds 9 januari 2022 opgeheven.
Lijn 382 Boskoop - Zoetermeer - Den Haag CSReed van 5 november 1995 t/m 5 mei 2002 en werd vervangen door de grijze Interliner 381. Sinds 9 december 2012 ging Arriva deze lijn rijden onder de naam Qliner.
Lijn 387 Utrecht CS - GorinchemReed van 5 november 1995 t/m 31 december 2002 en werd vervangen door Arriva Qliner 387.
Lijn 388 Utrecht CS - DordrechtReed van 6 november 1994 t/m 31 december 2002 en werd vervangen door Arriva Qliner 388.
Lijn 391 Haarlem - Noordwijk - Katwijk - LeidenStartte op 6 november 1994. Vanaf 3 november 1996 reed de lijn door naar Den Haag CS (gedeelte Noordwijk - Den Haag CS ZWN-OV lijn 95S). Op 24 mei 1998 werd de lijn ingekort tot Haarlem - Noordwijk. Op 30 mei 1999 werd de lijn helemaal opgeheven. De dienstregeling van lijn 40, die dezelfde route reed, werd uitgebreid. Lijn 391 werd samen door ZWN-OV en NZH uitgevoerd.
Lijn 395 Zierikzee - Rotterdam ZuidpleinStartte op 6 november 1994. Op een onbekend moment werden de bussen vervangen door de grijze Interliner. 1997-2000 ritten door naar/van Renesse Transferium. Lijn 395 wordt anno 2016 door Van Oeveren gereden in opdracht van Connexxion. Halverwege 2015 werd de Interliner huisstijl op de bussen vervangen door de DoorZeeland huisstijl en sinds november 2015 wordt het woord Interliner niet meer op de lijnfilm van de bus getoond. Daarmee verdween de naam Interliner uit het straatbeeld. Op de Connexxion website en de vertrekstaten werd de lijn tot december 2017 nog wel Interliner genoemd.
Connexxion reed onderstaande lijnen tot 9 december 2012 ook als grijze Interliner:
- 88: Oegstgeest - Den Haag
- 89: Lisse - Den Haag
- 95: Noordwijk - Den Haag
- 381 Alphen aan den Rijn - Den Haag
- 383: Krimpen aan den IJssel - Den Haag

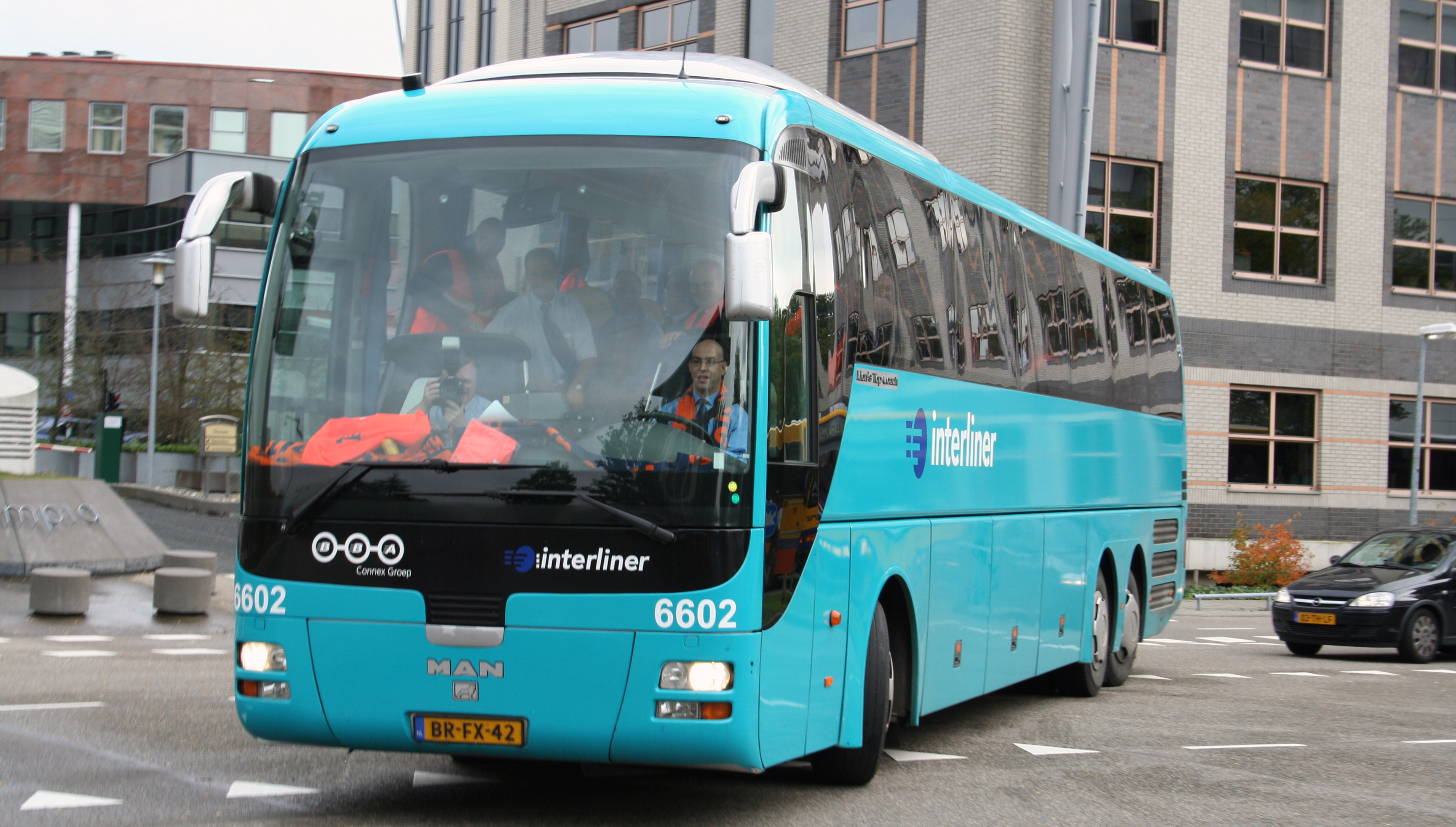
Een MAN Lion's Coach van de BBA in Interlinerkleuren tijdens een protesttocht van buschauffeurs naar het hoofdkantoor van Connexxion in Hilversum.

### Lijn 400 t/m 499
Lijn 400 Utrecht CS–OosterhoutDe opvolger van de Sneltreinbus van de BBA startte op 6 november 1994 en werd op 1 januari 2007 vervangen door Brabantliner 400.
Lijn 401 Utrecht CS–BredaOok deze lijn startte op 6 november 1994 en werd op 1 januari 2007 vervangen door Brabantliner 401.
Lijn 402 Den Bosch - Waalwijk - DordrechtDeze lijn reed van 6 november 1994 t/m 23 mei 1998 en werd vervangen door de spitslijnen 93 en 97.
Lijn 405 Bergen op Zoom–Rotterdam ZuidpleinVan 4 november 1997 t/m 31 december 2000 reed een Interliner 405. Deze lijn werd vervangen door lijn 101S. Sinds december 2009 reed ook lijn 101 als speciale HOV-lijn. Sinds 14 december 2014 is lijn 101 vernummerd naar lijn 310 en sinds de zomer van 2018 maakt onderdeel uit van Bravodirect.
Onderstaande lijnen werden gereden door Hermes.
Lijn 410 Uden - NijmegenDeze lijn werd nog door de Zuidooster gestart op 6 november 1994 als opvolger van de sneldienstlijn 70S. Op 5 november 1995 werd de lijn verlengd: Eindhoven (Station) - Nuenen (Smits van Oyenlaan) - Beek en Donk (Lieshoutseweg) - Gemert (Carrousel) -  Gemert (Pastoor Poelplein) - Uden (busstation) - Uden (Wijsthoek) - Ravenstein (Carpoolplaats A50) - Nijmegen (Dukenburg) - Nijmegen (Station) . Op 19 augustus 2001 werd de lijn vervangen door lijn 121S. Deel Nijmegen - Uden werd per 5 januari 2003 Hermes-lijn 199. Deel Nijmegen - Uden is nu lijn 99 (Breng/Arriva).
Lijn 411 Nijmegen - Druten - TielDeze Hermes-lijn reed van 5 november 1995 t/m 31 december 2002. Nijmegen - Druten werd lijn 87 en Druten - Tie werd lijn 42.
Lijn 412 Nijmegen - ArnhemDeze Hermes-lijn reed van 5 november 1995 t/m 13 december 2003 en werd vervangen door lijn 212S, te Arnhem naar/van Airborneplein. Daarna is de sneldienst vervangen door spitsbus. Spitsbus 212 werd in december 2008 opgeheven.
Lijn 415 Venray - Venlo - PanningenDeze Hermes-lijn reed van 2 juli 1996 t/m 9 juli 2001. Daarna werd het traject Venray - Venlo lijn 130S en werd het traject Venlo - Panningen streeklijn 31.
Lijn 420 Aachen - Maastricht NS - Airport - SittardReed van 6 november 1994 t/m 14 december 2003 en werd vervangen door lijn 420S. Lijn 420 werd nog door de VSL gestart. Per 1 januari 1995 gingen VSL en Zuidooster verder als Hermes.
Lijn 421 Aachen-via route lijn 420-Maastricht Aachen Airport-Beek-Neerbeek-Geleen-SittardReed van 22 oktober 2000 t/m 4 januari 2003 en werd vervangen door bestaande streekbuslijnen.
Lijn 422 Sittard - Heerlen - KerkradeReed van 22 oktober 2000 t/m 4 januari 2003 en werd vervangen door bestaande streekbuslijnen.
Lijn 423 Sittard - Brunssum - KerkradeReed van 22 oktober 2000 t/m 4 januari 2003 en werd vervangen door bestaande streekbuslijnen.